# Vega (pořad)
Vega byl pořad pro děti a mládež vysílaný nejprve v Československé a později České televizi. Byl vysílán od 7. ledna 1987 do 19. prosince 1995.
Pořad podporoval i výuku cizích jazyků díky Pohádkám pro Pátky, což byly pohádky v cizím jazyce, v pořadu Magion následující den pak byly vysílané Pohádky pro Robinsony, což byly stejné pohádky, ale již přeložené do češtiny.
Byl vysílaný původně ve středu, v 90. letech pak v úterý; podobný pořad pro děti a mládež Magion byl vysílán ve čtvrtek. V roce 1996 se v úterý místo Vegy vysílal pořad Ciferník, jehož vysílání však bylo na konci téhož roku ukončeno.